# Cutina

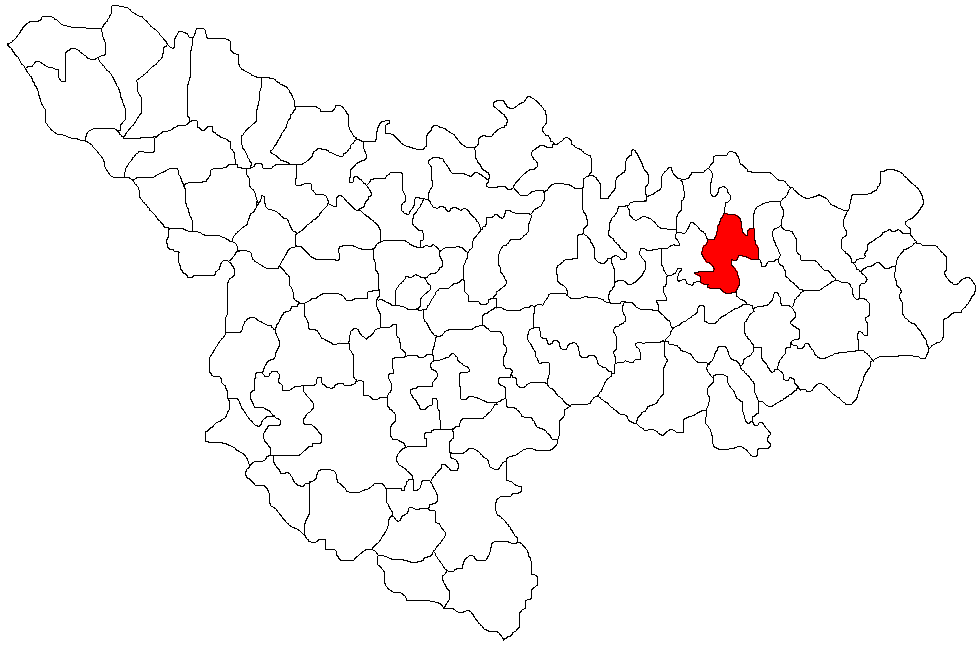
Lage von Cutina im Kreis Timiş

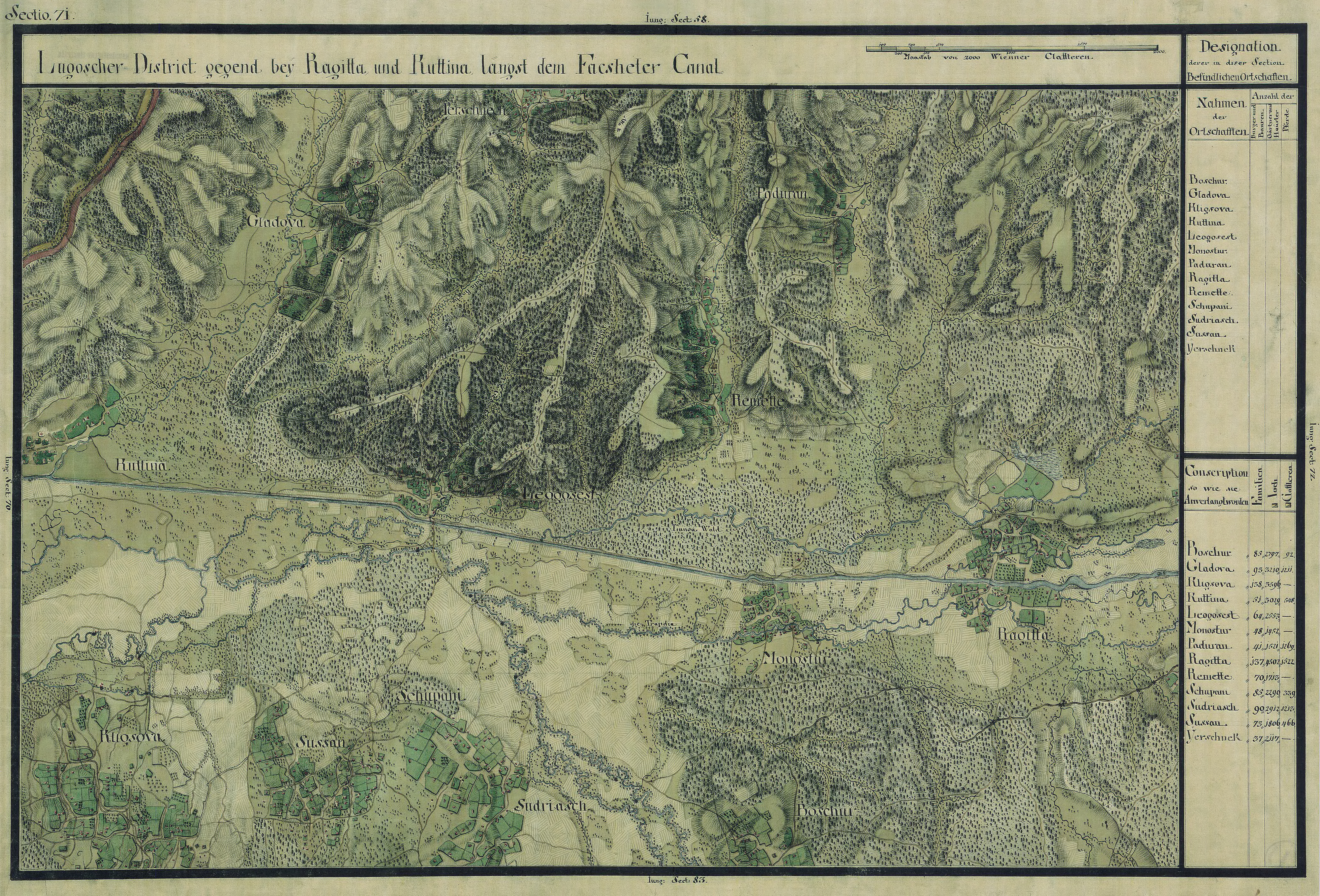
Cutina auf der Josephinischen Landaufnahme

Cutina (deutsch: Kuttina, ungarisch: Gutonya) ist ein Dorf im Kreis Timiș, Banat, Rumänien. Cutina gehört zur Gemeinde Bethausen.

## Geografische Lage
Cutina liegt im Osten des Kreises Timiș, an der Kreisstraße DJ 609B Făget-Lugoj, in 21 Kilometer Entfernung von Făget und 24 Kilometer von Lugoj.

## Nachbarorte
| Fădimac | Lăpușnic                                    | Cladova   |
| Bodo    | Kompassrose, die auf Nachbargemeinden zeigt | Bethausen |
| Țipari  | Nevrincea                                   | Cliciova  |

## Geschichte
Die Ortschaft wurde 1440 erstmals urkundlich unter den Namen Gwthonia und Bwthonya erwähnt. Auf der Josephinischen Landaufnahme von 1717 ist der Ort Kuttina mit 20 Häuser eingetragen.
Nach dem Österreichisch-Ungarischen Ausgleich (1867) wurde das Banat dem Königreich Ungarn innerhalb der Doppelmonarchie Österreich-Ungarn angegliedert. Die amtliche Ortsbezeichnung war Gutonya.
Der Vertrag von Trianon am 4. Juni 1920 hatte die Dreiteilung des Banats zur Folge, wodurch Cutina an das Königreich Rumänien fiel.